# Riserva naturale delle Grotte del Bandito
La Riserva naturale Grotte del Bandito è un'area naturale protetta situata a Roaschia ed istituita nel 2011 dalla Regione Piemonte. È affidata in gestione all'Ente Aree Protette Alpi Marittime. La Riserva ha una superficie di 9 ettari, un'area di estensione che ospita il più importante sistema sotterraneo della Valle Gesso. In queste cavità sono stati trovati ingenti resti di "Ursus spelaeus", l'antico orso delle caverne, e di molti altri animali estinti e viventi. I ripari offerti dagli ingressi delle grotte sono stati anche utilizzati dall'uomo durante la t e la protostoria. Alcuni dei reperti trovati durante gli scavi a cura della Sabap (Soprintendenza archeologia, belle arti e paesaggio) sono esposti nella sezione archeologica del Museo di Valdieri. L'interesse naturalistico delle Grotte del Bandito è notevole per la presenza del geotritone ("Speleomantes strinatii"), specie inserita nella Direttiva Habitat ed endemismo delle Alpi sudoccidentali, di insetti endemici o rari e di ben 13 specie diverse di chirotteri. Per tutela di questi ultimi, le Grotte sono chiuse al pubblico salvo richiesta all'Ente di gestione delle aree protette Alpi Marittime.